# Adelaide Ferreira
Pour les articles homonymes, voir Ferreira.
Adelaide Ferreira, nom de scène de Maria Adelaide Mengas Matafome Ferreira (née le 1er janvier 1960 à Minde) est une actrice et chanteuse portugaise. Elle est la représentante du Portugal au Concours Eurovision de la chanson 1985 avec la chanson Penso em ti, eu sei.

## Biographie
Elle suit une formation théâtrale auprès du CENDREV, le Centre Dramatique d'Évora, en 1976, puis rejoint le Grupo 4 du Teatro Aberto, où elle travaille sous la direction de João Lourenço face à Lia Gama, Rui Mendes, Henriqueta Maia, Irene Cruz notamment.
En 1978, elle enregistre les singles Meu Amor (Vamos Conversar os Dois) et Espero Por Ti, avec Paulo de Carvalho.
Parallèlement, elle travaille au cinéma en participant au film Kilas, o Mau da Fita de José Fonseca e Costa.
En 1981, elle édite le single Baby Suicida, composé avec le guitariste Luís Fernando, son mari de l'époque, qui devient un grand succès, malgré la succès. Elle s'associe avec l'auteur-compositeur Tozé Brito. Au Festival da Canção en 1984, elle remporte le prix d'interprétation avec Quero-Te, Choro-Te, Odeio-Te, Adoro-Te. Elle est invitée au OTI Festival, au Mexique, où elle prend la 2e place avec Vem No Meu Sonho. La filiale espagnole de Polygram fait une offre à Adelaide pour enregistrer et commercialiser son album en Espagne et en Amérique latine, mais l'artiste n'accepte pas la proposition, elle fuit l'internationalisme.
Elle se fait connaître pour ses magnifiques performances vocales, atteignant des aigus très élevés, ainsi que des basses.
Elle remporte en 1985 le Festival da Canção avec la chanson Penso em ti, eu sei qui représente le Portugal au Concours Eurovision de la chanson, qui obtient neuf points et la 18e et avant-dernière place. Cette année-là, elle débute à la télévision dans la série Duarte & Cia. de Rogério Ceitil sur RTP1.
Adélaïde sort son premier album, Entre Um Côco e Um Adeus en 1986, un album qui comprend les chansons Coqueirando et Papel Principal, du compositeur To Zé Brito. Mais elle a deux idéaux artistiques opposés, un romantique et un rebelle. Luís Fernando, guitariste, son compagnon de voyage et avec qui elle est mariée pendant onze ans, l'influence vers le rock. Son intérêt et son intention pour les textes les plus engagés apparaissent alors.
Elle se consacre ensuite à la musique ponctuellement. En 1997, après un silence relatif, Adélaïde décide de revenir avec de nouvelles perspectives musicales, explorant d'autres sonorités. L'album Só Baladas, où elle compile toutes les ballades de sa carrière musicale, est disque d'or.
En 2006, elle collabore avec le producteur Luís Jardim, qui signe avec elle Mais Forte qu'a Paixão, un album enregistré entre Lisbonne et Londres.
En 2016, elle est invitée à rejoindre le casting de Parque à Vista, revenant ainsi sur la scène du Teatro Maria Vitória.
En 2017, elle a reçu le Prémios da Lusofonia, dans la catégorie musique.

## Discographie
Albums
- Entre Um Coco e Um Adeus (1986, Polygram)
- Amantes Imortais/Fast And Far (1989, MBP)
- O Realizador está Louco (1996, Vidisco)
- Só Baladas (1998, compilation, BMG)
- Sentidos (2000, BMG)
- O Olhar da Serpente (2002)
- Adelaide Ferreira (2004, Universal Music Portugal)

Singles
- Meu Amor Vamos Conversar os Dois (single, Nova, 1978)
- Espero por Ti/Alegria Em Flor (single, Nova, 1980)
- Baby Suicida/A Tua Noite (single, Vadeca, 1981)
- Bichos/Trânsito (single, Vadeca, 1981)
- Não Não Não/Danada do Rock'n'Roll (maxi, Polygram, 1983)
- Quero-Te, Choro-te, Odeio-Te, Adoro-te (single, Polygram, 1984)
- Penso em Ti, Eu Sei/Vem No Meu Sonho (single, Polygram, 1985)